# پاما، اتریش
پاما (به آلمانی: Pama) یک منطقهٔ مسکونی در اتریش است که در ناحیه نویزیل آم زی واقع شده‌است. پاما ۱٬۰۲۶ نفر جمعیت دارد.